# Integridad de señal

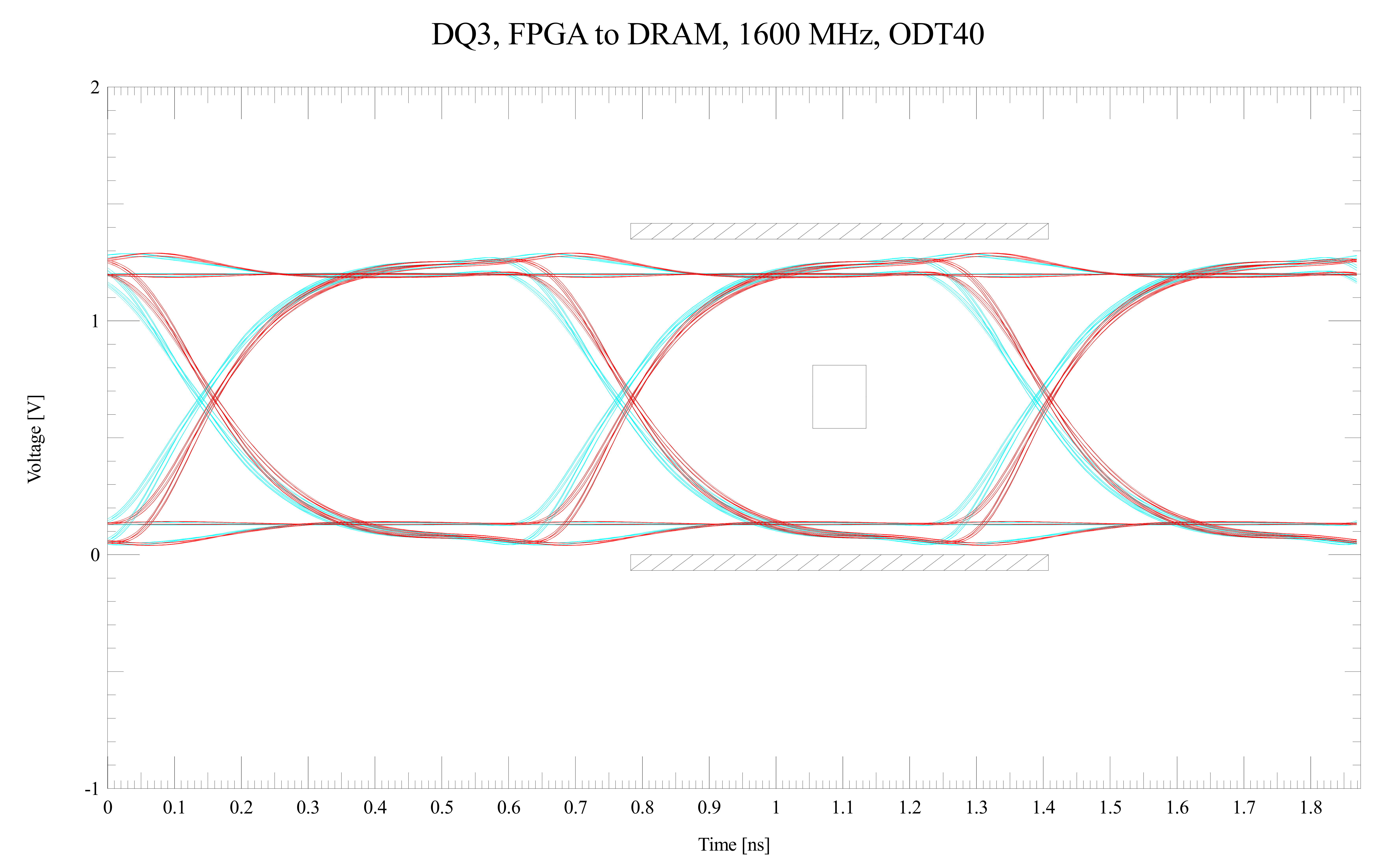
Diagrama de ojo simulado mostrando la forma de onda de una señal DDR3

Integridad de señal (en inglés Signal Integrity o SI) es un conjunto de medidas de la calidad de una señal eléctrica. En electrónica digital, una corriente de valores binarios se representa mediante una onda de voltaje o corriente. No obstante, aunque las señales sean digitales, su naturaleza sigue siendo analógica y, por tanto, se ven afectados por fenómenos como ruidos, distorsiones y atenuaciones. A distancias cortas y con una pequeña tasa de bits, casi cualquier conductor puede transmitir fielmente este tipo de señales. Sin embargo, cuando se trata de transmitir una señal a una tasa de bits alta, a largas distancias o a través de varios medios de transmisión, ciertos fenómenos pueden empezar a ser significativos, degradando la señal eléctrica hasta el punto en el que se empiezan a producir errores y el sistema o dispositivo falla. La ingeniería de integridad de señal es el trabajo de analizar y mitigar estos efectos. Es una tarea importante en todos los niveles del encapsulado y ensamblaje electrónico, desde los conectores internos de un circuito integrado, pasando por el encapsulado, la placa de circuito impreso (PCB), el backplane y las conexiones entre sistemas. Aunque hay elementos comunes en el estudio de la integridad de señal en todos estos niveles, en la práctica hay diferencias sustanciales en cómo abordar los problemas de integridad de señal en las conexiones internas de los chips y en las conexiones entre chips, en particular por la relación entre el tiempo de viaje de la señal respecto al periodo de bit.

Algunos de los principales fenómenos que pueden degradar la integridad de una señal son las oscilaciones en los sistemas subamortiguados (ringing), la diafonía (crosstalk), los rebotes de masa (ground bounce), la distorsión, la atenuación y el ruido introducido en el sistema por la fuente de alimentación.

## Historia
La integridad de señal no es un problema reciente, sino que se viene observando prácticamente desde la concepción de la transmisión de señales electrónicas. Por ejemplo, el primer cable telegráfico transatlántico, desplegado en el siglo XIX, sufrió importantes problemas de integridad de señal, cuyo análisis dio lugar a muchas de las herramientas matemáticas que aún hoy en día se usan para analizar estos problemas, como es el caso de las ecuaciones del telegrafista.
En lo que se refiere a circuitos impresos, la integridad de señal empezó a ser un problema serio cuando las tiempos de transición (subida y bajada) de las señales empezaron a ser comparables a los tiempos de propagación a través de la placa. De forma muy simplificada, esto empieza a ocurrir a partir de velocidades de sistema superiores a las pocas decenas de MHz. A medida que las velocidades fueron aumentando, la integridad de señal tuvo que ser estudiada cada vez más a menudo, hasta que, en circuitos modernos (>100 MHz), prácticamente todas las señales deben diseñarse con la SI en mente.